# Mendel Heymann
Mendel Heymann (Dessau ,1683-Dessau, 10 de mayo de 1766) fue un Sofer, secretario comunitario y maestro de escuela primaria en Dessau. Su familia es conocida por ser una de las más influyentes en el mundo y en el Judaísmo moderno. Padre de Moses Mendelssohn.

## Biografía
Mendel Heymann, nacido en 1683, procedía de un entorno muy modesto. Estaba casado con Bela Rachel Wahl y padre de Moses Mendelssohn  (este entonces conocido como "Mendelssohn", también llamado "Hijo de Mendel"), el progenitor de la famosa familia Mendelssohn.
Poco se sabe de su vida. Debido a su pobreza, no pudo brindarle al enfermo Moisés una educación costosa, pero inicialmente dirigió las primeras lecciones de hebreo para el niño antes de dejar a Moisés, a la edad de tres años, a las lecciones del rabino principal de Dessau, David Hirschel Fraenkel, quien le enseñó a la introdujo un estudio más profundo de la Biblia, el Talmud. 

## Fallecimiento
Se cree, ya que no hay datos certeros, de que Heymann murió el 10 de mayo de 1766 a la edad de 82 u 83 años en la ciudad alemana de Dessau. 
Encontró su lugar de descanso final en la parte más antigua del cementerio judío de Dessau junto a su hija Jente y su esposa, Bela Rachel Wahl, que había fallecido diez años antes.
En la ocupación de las tropas nazis en la Segunda Guerra Mundial sobre Alemania su tumba ya no se pudo volver a encontrar hasta el año 2005 cuando pudo ser identificada.